# Championnats d'Europe de course en ligne de canoë-kayak 2000
Navigation
Zagreb 1999 Milan 2001
Les championnats d'Europe de course en ligne de canoë-kayak se déroulent à Poznań, (Pologne).

## Résultats

### Hommes

#### Canoë
| Event      | Or                                                                         | Temps          | Argent                                                                     | Temps          | Bronze                                                                     | Temps          |
| C-1 200 m  | Ukraine Dmitri Sablin                                                      | 41 s 596       | Allemagne Andreas Dittmer                                                  | 41 s 724       | Tchéquie Martin Doktor                                                     | 41 s 744       |
| C-1 500 m  | Russie Maxim Opalev                                                        | 1 min 49 s 107 | Allemagne Andreas Dittmer                                                  | 1 min 49 s 147 | Bulgarie Nikolái Bujalov                                                   | 1 min 50 s 517 |
| C-1 1000 m | Tchéquie Martin Doktor                                                     | 4 min 02 s 227 | Allemagne Andreas Dittmer                                                  | 4 min 03 s 067 | Russie Maxim Opalev                                                        | 4 min 06 s 637 |
| C-2 200 m  | Pologne Paweł Baraszkiewicz Daniel Jędraszko                               | 38 s 533       | Tchéquie Petr Procházka Jan Břečka                                         | 38 s 737       | Russie Konstantin Fomichev Alexandr Artemida                               | 38 s 985       |
| C-2 500 m  | Pologne Paweł Baraszkiewicz Daniel Jędraszko                               | 1 min 42 s 309 | Roumanie Iosif Anisim Ionel Averian                                        | 1 min 42 s 687 | Russie Aleksandr Kovalev Aleksandr Kostoglod                               | 1 min 43 s 941 |
| C-2 1000 m | Pologne Paweł Baraszkiewicz Michał Gajownik                                | 3 min 43 s 665 | Roumanie Iosif Anisim Ionel Averian                                        | 3 min 43 s 815 | Russie Aleksandr Kovalev Aleksandr Kostoglod                               | 3 min 43 s 869 |
| C-4 200 m  | Tchéquie Petr Fuksa Petr Netušil Karel Kožíšek Petr Procházka              | 35 s 515       | Hongrie Miklós Buzál Attila Végh Ervin Hoffman György Kolonics             | 35 s 727       | Ukraine Mijaíl Slivinski Dmitri Sablin Sergéi Klimniuk Alexandr Mostovenko | 35 s 951       |
| C-4 500 m  | Russie Pavel Konovalov Vladimir Polsunov Andréi Kabanov Vladimir Ladocha   | 1 min 33 s 090 | Roumanie Silviu Simioncencu Robert Vinturis Gheorghe Andriev Chirac Marcov | 1 min 33 s 648 | Hongrie Sándor Malomsoki Gábor Iván Gábor Fürdök Csaba Hüttner             | 1 min 33 s 696 |
| C-4 1000 m | Roumanie Silviu Simioncencu Robert Vinturis Gheorghe Andriev Chirac Marcov | 3 min 22 s 784 | Hongrie György Kozmann Gábor Iván Gábor Fürdök György Zala                 | 3 min 23 s 954 | Tchéquie Jan Macháč Viktor Jiraský Petr Fuksa Petr Netušil                 | 3 min 24 s 338 |

#### Kayak
| Event      | Or                                                                     | Temps          | Argent                                                                     | Temps          | Bronze                                                                    | Temps          |
| K-1 200 m  | Lituanie Alvydas Duonėla                                               | 36 s 967       | Ukraine Olexi Slivinski                                                    | 36 s 991       | Espagne Jaime Acuña                                                       | 36 s 999       |
| K-1 500 m  | Hongrie Ákos Vereckei                                                  | 1 min 37 s 944 | Israël Michael Kolganov                                                    | 1 min 38 s 400 | Bulgarie Petar Merkov                                                     | 1 min 39 s 144 |
| K-1 1000 m | Israël Michael Kolganov                                                | 3 min 36 s 502 | Bulgarie Petar Merkov                                                      | 3 min 36 s 682 | Allemagne Lutz Liwowski                                                   | 3 min 37 s 876 |
| K-2 200 m  | Ukraine Nikolái Zaichenkov Mijaíl Luchnik                              | 33 s 722       | Allemagne Ronald Rauhe Tim Wieskötter                                      | 33 s 890       | Slovaquie Rastislav Kužel Martin Chorváth                                 | 33 s 942       |
| K-2 500 m  | Allemagne Ronald Rauhe Tim Wieskötter                                  | 1 min 29 s 859 | Tchéquie Radek Záruba Pavel Holubář                                        | 1 min 30 s 117 | Hongrie István Beé Vince Fehérvári                                        | 1 min 31 s 269 |
| K-2 1000 m | Norvège Eirik Verås Larsen Nils Olav Fjeldheim                         | 3 min 18 s 299 | Hongrie Krisztián Bártfai Krisztián Veréb                                  | 3 min 19 s 199 | Russie Evgeni Salajov Oleg Gorobiy                                        | 3 min 19 s 349 |
| K-4 200 m  | Slovaquie Rastislav Kužel Martin Chorváth Juraj Kadnár Andrej Wiebauer | 31 s 618       | Ukraine Nikolái Zaichenkov Mijaíl Luchnik Andréi Borzhukov Olexi Slivinski | 31 s 974       | Hongrie Gyula Kajner István Beé Vince Fehérvári Róbert Hegedűs            | 32 s 106       |
| K-4 500 m  | Allemagne Jan Schäfer Mark Zabel Björn Bach Stefan Ulm                 | 1 min 21 s 513 | Slovaquie Richard Riszdorfer Róbert Erban Juraj Tarr Erik Vlček            | 1 min 21 s 945 | Russie Evgeni Salajov Oleg Gorobiy Anatoli Tishchenko Andréi Shchegolijin | 1 min 22 s 203 |
| K-4 1000 m | Allemagne Jan Schäfer Mark Zabel Björn Bach Stefan Ulm                 | 2 min 58 s 890 | Hongrie Zoltán Kammerer Botond Storcz Ákos Vereckei Gábor Horváth          | 3 min 00 s 498 | Bulgarie Milko Kazanov Andrian Dushev Petar Merkov Petar Sibinkich        | 3 min 00 s 846 |

### Dames

#### Kayak
| Event      | Or                                                                | Temps          | Argent                                                            | Temps          | Bronze                                                                 | Temps          |
| K-1 200 m  | Hongrie Rita Kőbán                                                | 42 s 624       | Italie Josefa Idem                                                | 42 s 676       | Pologne Elżbieta Urbańczyk                                             | 42 s 824       |
| K-1 500 m  | Hongrie Rita Kőbán                                                | 1 min 51 s 584 | Allemagne Katrin Wagner                                           | 1 min 52 s 824 | Pologne Elżbieta Urbańczyk                                             | 1 min 54 s 094 |
| K-1 1000 m | Italie Josefa Idem                                                | 4 min 04 s 210 | Hongrie Kinga Bóta                                                | 4 min 04 s 744 | Allemagne Manuela Mucke                                                | 4 min 06 s 777 |
| K-2 200 m  | Pologne Beata Sokołowska-Kulesza Aneta Pastuszka                  | 39 s 306       | Allemagne Birgit Fischer Katrin Kieseler                          | 40 s 854       | Espagne Beatriz Manchón María Teresa Portela                           | 41 s 210       |
| K-2 500 m  | Pologne Beata Sokołowska-Kulesza Aneta Pastuszka                  | 1 min 40 s 150 | Hongrie Katalin Kovács Kinga Bóta                                 | 1 min 40 s 348 | Allemagne Birgit Fischer Katrin Kieseler                               | 1 min 42 s 616 |
| K-2 1000 m | Allemagne Birgit Fischer Katrin Kieseler                          | 3 min 44 s 434 | Hongrie Agnes Szadovszki Erzsébet Viski                           | 3 min 48 s 058 | Pologne Beata Sokołowska-Kulesza Aneta Pastuszka                       | 3 min 48 s 358 |
| K-4 200 m  | Hongrie Katalin Kovács Szilvia Szabó Erzsébet Viski Rita Kőbán    | 35 s 768       | Allemagne Birgit Fischer Anett Schuck Manuela Mucke Katrin Wagner | 36 s 588       | Espagne Belén Sánchez Beatriz Manchón Ana María Penas Izaskun Aramburu | 36 s 816       |
| K-4 500 m  | Allemagne Birgit Fischer Anett Schuck Manuela Mucke Katrin Wagner | 1 min 31 s 755 | Hongrie Katalin Kovács Szilvia Szabó Erzsébet Viski Rita Kőbán    | 1 min 31 s 895 | Espagne Belén Sánchez Beatriz Manchón Ana María Penas Izaskun Aramburu | 1 min 34 s 895 |

## Tableau des médailles
Épreuves officielles uniquement.
| Rang  | Nation    | Or | Argent | Bronze | Total |
| ----- | --------- | -- | ------ | ------ | ----- |
| 1     | Allemagne | 5  | 7      | 3      | 15    |
| 2     | Pologne   | 5  | 0      | 3      | 8     |
| 3     | Hongrie   | 4  | 8      | 3      | 15    |
| 4     | Tchéquie  | 2  | 2      | 2      | 6     |
| 5     | Ukraine   | 2  | 2      | 1      | 5     |
| 6     | Russie    | 2  | 0      | 6      | 8     |
| 7     | Roumanie  | 1  | 3      | 0      | 4     |
| 8     | Slovaquie | 1  | 1      | 1      | 3     |
| 9     | Israël    | 1  | 1      | 0      | 2     |
|       | Italie    | 1  | 1      | 0      | 2     |
| 11    | Lituanie  | 1  | 0      | 0      | 1     |
|       | Norvège   | 1  | 0      | 0      | 1     |
| 13    | Bulgarie  | 0  | 1      | 3      | 4     |
| 14    | Espagne   | 0  | 0      | 4      | 4     |
| Total | Total     | 26 | 26     | 26     | 78    |